# 孔雀座λ
孔雀座λ，又名CP-62 5983，HD 173948、SAO 254393、HR 7074，是孔雀座的一颗恒星，视星等为4.22，位于銀經333.61，銀緯-23.87，其B1900.0坐标为赤經18h 42m 57.1s，赤緯-62° -23.87′ 7″。